# Liga da Juventude do Congresso Nacional Africano
Liga da Juventude do Congresso Nacional Africano (ANCYL) é a ala jovem do partido Congresso Nacional Africano (CNA), na África do Sul. Foi fundada em 1944, no corpo do CNA, por Nelson Mandela, Anton Lambede, Walter Sisulu, Ashby Peter Solomzi Mda e Oliver Tambo.
A intenção era confrontar a imagem pouco combativa do CNA; tiveram importante papel no combate ao apartheid, com atividades que foram desde a desobediência civil às greves de protesto.
Muitos de seus membros acabaram saindo, criando o Congresso Pan-Africanista (CPA), no ano de 1959.
A ANCYL esteve banida de 1960 até 1990, com o fim do regime segregacionista.